# Ruth García García
Ruth García García (Camporrobles, 26 de març de 1987) és una exfutbolista valenciana.
Jugava de defensa i comptà amb 46 internacionalitats i 3 gols per Espanya, amb la qual va jugar l'Eurocopa 2013 i el Mundial 2015. Va ser campiona d'Europa sub-19 al 2004.
García va començar a jugar al Llevant amb 17 anys el 2004 i va passar a ser una peça important de l'equip que va guanyar la Copa de la Reina els anys 2005 i 2007. Al Llevant també va guanyar la Superlliga femenina 2007-08, fet que li va permetre participar en la UEFA Women's Cup 2008-09.
El juliol de 2013, García va abandonar el Llevant com capitana del club després de nou temporades i va fitxar pel campió de Lliga i Copa, FC Barcelona. Amb el FC Barcelona va guanyar 2 Lligues, 3 Copes i va arribar a semifinals de final de la Lliga de Campions.
Compta amb la Medalla d'Or al Mèrit Esportiu de la Generalitat Valenciana 2017
El juny de 2018, s'anuncia el retorn al Llevant 5 temporades després de la primera etapa al club granota.
Amb la selecció espanyola va ser campiona d'Europa *sub19¨(2003-2004) i va acumular un total de 52 internacionalitats amb l'absoluta, disputant el Mundial del Canadà de 2015.
El juliol de 2020 anuncia la retirada del futbol, continuant lligada al seu club de sempre, el Llevant Unió Esportiva.

## Trajectòria
| Temporades    | Lliga             | Club              | P   | G  |
| ------------- | ----------------- | ----------------- | --- | -- |
| 00/01 - 03/04 | D3                | CD Camporrobles   |     |    |
| 04/05 - 12/13 | D1                | Llevant UE        | 204 | 40 |
| 13/14 - 17/18 | D1                | FC Barcelona      | 030 | 03 |
| 18/19 - 19/20 | D1                | Llevant UE        | 0   | 0  |
|               |                   |                   |     |    |
|               | Selecció sub-19   | Selecció sub-19   | 029 | 01 |
| 2005 - 2016   | Selecció absoluta | Selecció absoluta | 052 | 04 |

## Palmarès
| Títols — Seleccions nacionals |  |            |            |            |            |            |            |            |            |            |            |              |              |              |              |              |            |            |
| 1 Eurocopa sub-19             |  |            |            |            |            |            |            |            |            |            |            |              |              |              |              |              |            |            |
| Títols — Clubs                |  | Llevant UE | Llevant UE | Llevant UE | Llevant UE | Llevant UE | Llevant UE | Llevant UE | Llevant UE | Llevant UE | Llevant UE | FC Barcelona | FC Barcelona | FC Barcelona | FC Barcelona | FC Barcelona | Llevant UE | Llevant UE |
| 3 Lligues                     |  |            |            |            |            |            |            |            |            |            |            |              |              |              |              |              |            |            |
| 5 Copes                       |  |            |            |            |            |            |            |            |            |            |            |              |              |              |              |              |            |            |
| 4 Copa Catalunya              |  |            |            |            |            |            |            |            |            |            |            |              |              |              |              |              |            |            |